# Biwia springeri
Biwia springeri (sin.: Abbottina springeri), riba iz porodice šarana, nekad pripisivana rodu Abbottina. Domovina joj je zapadni dio Korejskog poluotoka gdje je poznata pod korejskim nazivom 왜매치 (transl.  Waemaechi), dok je u susjednoj Kini poznata pod nazivom 斯氏棒花魚 (Sih shih bang hua yu). Živi po rijekama i potocima s pješčanim dnom gdje nisu jake struje. Naraste oko 8 entimetara i veoma je slična ostalim ribama roda Abbottina. Mnoštvo podataka i slika o korejskim ribama, pa tako i o ovoj vrsti dao je mladi korejski biolog HyungPyo Jeon (전형표).
Opisali je tek 1973. ihtiolozi Bănărescu i Nalbant